# Station Borgerhout
Station Borgerhout was de benaming van drie verschillende stations zowel op lijn 25 Antwerpen-Brussel als op lijn 12 richting Nederland.

## 1840-1879 (nu: Antwerpen-Centraal)
De allereerste benaming station Antwerpen (Borgerhout) werd gegeven aan het oorspronkelijke houten spoorwegstation dat zich vanaf 1836 aan de weg van Antwerpen naar Borgerhout (toen de Borgerhoutsesteenweg, nu de huidige Carnotstraat) bevond. De kwalificatie Borgerhout was noodzakelijk omdat het station Antwerpen-Dokken en -Stapelplaatsen (geopend in 1840) toentertijd bekendstond als het Gare Principale, hoewel het enkel voor goederenvervoer gebruikt werd. Het eerste gebouw werd in 1854-1855 vervangen door een groter gebouw. Het lag buiten de (in 1836 van Deurne afgescheiden) gemeente (en later het district) Borgerhout.

## 1879-1905 (nu: Antwerpen-Oost)
De naam station Borgerhout werd daarna van 1879 tot 1905 aan de voorloper van het huidige station Antwerpen-Oost gegeven, dat een goederenstation was, gelegen aan het oostelijk ringspoor van spoorlijn 12 rond de stad richting Nederland dat in 1873 opende en vanaf 1890 verhoogd werd. Ook dit station lag buiten de gemeente en later het district Borgerhout.

## 1905-1924
Toen in 1905 de naam Borgerhout weer vrijkwam werd hij aan een spoorweghalte gegeven die ter hoogte van de kruising van de Statielei met de Karel Geertstraat aan het oostspoor van spoorlijn 12 in Borgerhout werd aangelegd en waar nu nog sporen zijn van terug te vinden. De halte werd nog voor 1924 bij de aanleg van spoorlijn 27A weer gesloten. De plaats van het vroegere stationsgebouw aan de Statielei was eerst een seniorenlokaal en daarna lange tijd een bergplaats van de groenvoorziening. Nu bevindt zich er een stallingsstation van deelfietsen Velo Antwerpen. De betonnen muur vlak naast de brug verbergt de vroegere onderdoorgang naar de perrontrappen.

## Toekomst
Buurtbewoners en actiegroepen vragen regelmatig om de opening van stations Antwerpen-Oost en Antwerpen-Dam, maar de aanleg van het spoorpark lijkt erop te wijzen dat dit uitgesteld zal worden.
Het premetrostation Foorplein werd met het oog op een mogelijke heropening van deze spoorweghalte gebouwd. Ook het premetrostation Zegel ligt in de nabije omgeving.
Antwerpen-Berchem · Antwerpen-Centraal · Antwerpen-Dam · Antwerpen-Dokken en -Stapelplaatsen · Antwerpen-Harwich · Antwerpen-Haven · Antwerpen-Kiel · Antwerpen-Linkeroever · Antwerpen-Luchtbal · Antwerpen-Noord · Antwerpen-Noorderdokken · Antwerpen-Oost · Antwerpen-Schijnpoort · Antwerpen-Waas · Antwerpen-Zuid · Borgerhout · Ekeren · Ekeren-Brug · Fort 6 · Fort 7 · Fort 8 · Hoboken-Kapelstraat · Hoboken-Polder · Leugenberg · Merksem · Molenveld · Sint-Mariaburg · Wilrijk
0,0: Antwerpen-Centraal ·
2,3: Antwerpen-Oost ·
3,4: Borgerhout ·
5,8: Antwerpen-Dam ·
8,3: Antwerpen-Luchtbal ·
9,1: Antwerpen-Noorderdokken ·
11,4: Ekeren ·
12,5: Sint-Mariaburg ·
13,8: Heikestraat ·
15,0: Kapellen ·
19,0: Kapellenbos ·
21,0: Heide ·
22,7: Kijkuit ·
24,0: Kalmthout ·
28,1: Wildert ·
32,1: Essen ·
23,0: Roosendaal ·
15,6: Oudenbosch ·
7,5: Zevenbergen ·
0,0: Moerdijk AR ·
0,0: Lage Zwaluwe